# Museo di scienze planetarie
Il Museo di scienze planetarie,  situato a Prato, è dedicato all'astronomia, alle scienze planetarie e alla mineralogia.

## Storia
Il museo è stato fondato per iniziativa della Provincia di Prato, realizzato in collaborazione con alcuni enti scientifici nazionali ed esteri, tra cui l'Istituto Geofisico Toscano e l'Università di Firenze, ed è curato dalla Fondazione Prato Ricerche.

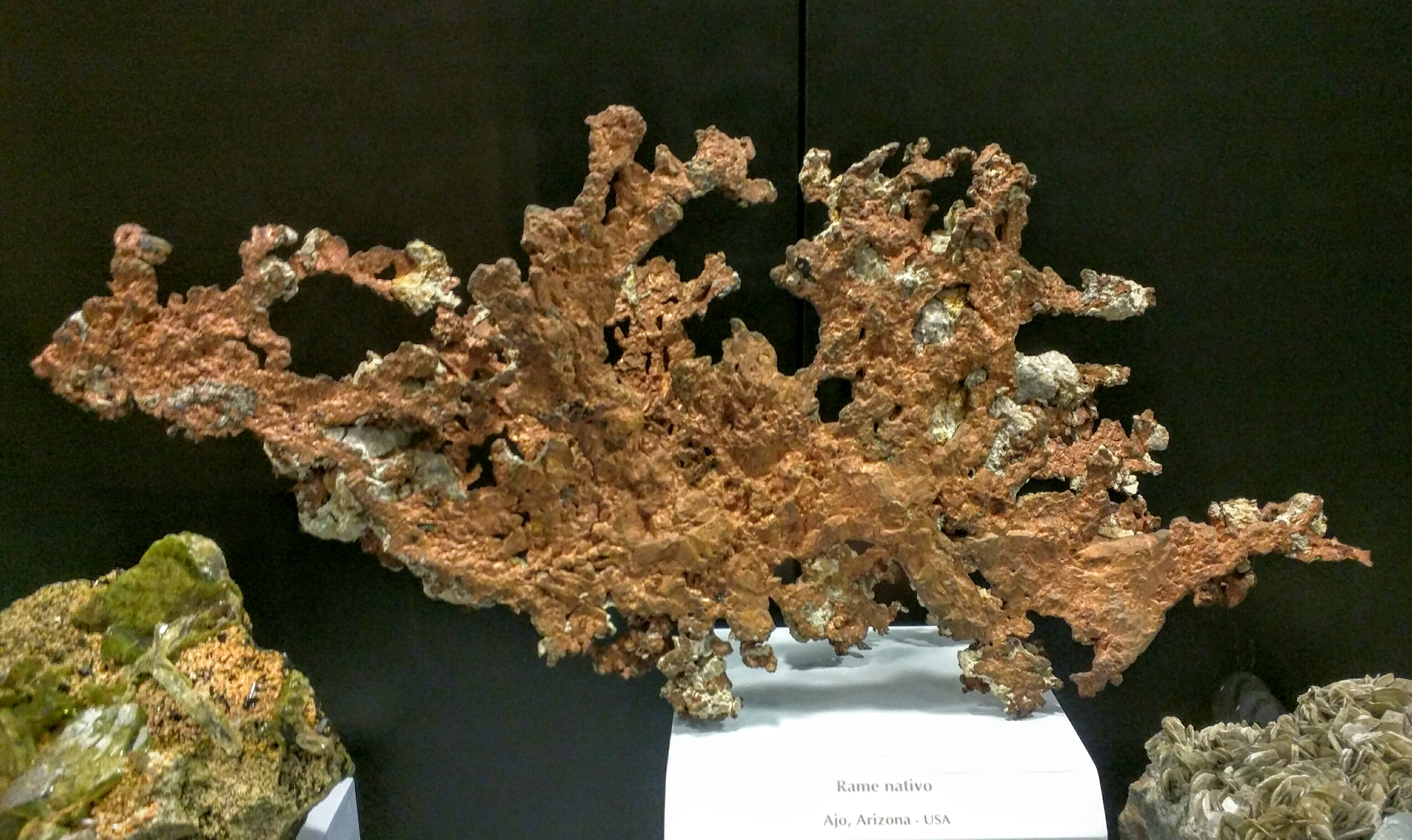
Rame nativo dell'Arizona

## Il percorso espositivo
Il percorso museale segue la storia evolutiva dell'Universo, dalla sua nascita alla formazione del Sistema Solare. Il tema è illustrato con una rappresentazione della Via Lattea e con il modello in scala dei pianeti, accompagnati da immagini e filmati esplicativi.

L'itinerario prosegue con l'esposizione, in sei sezioni, di una parte delle due importanti collezioni custodite dal museo, che raccolgono 400 campioni di meteoriti, impattiti e tectiti, 

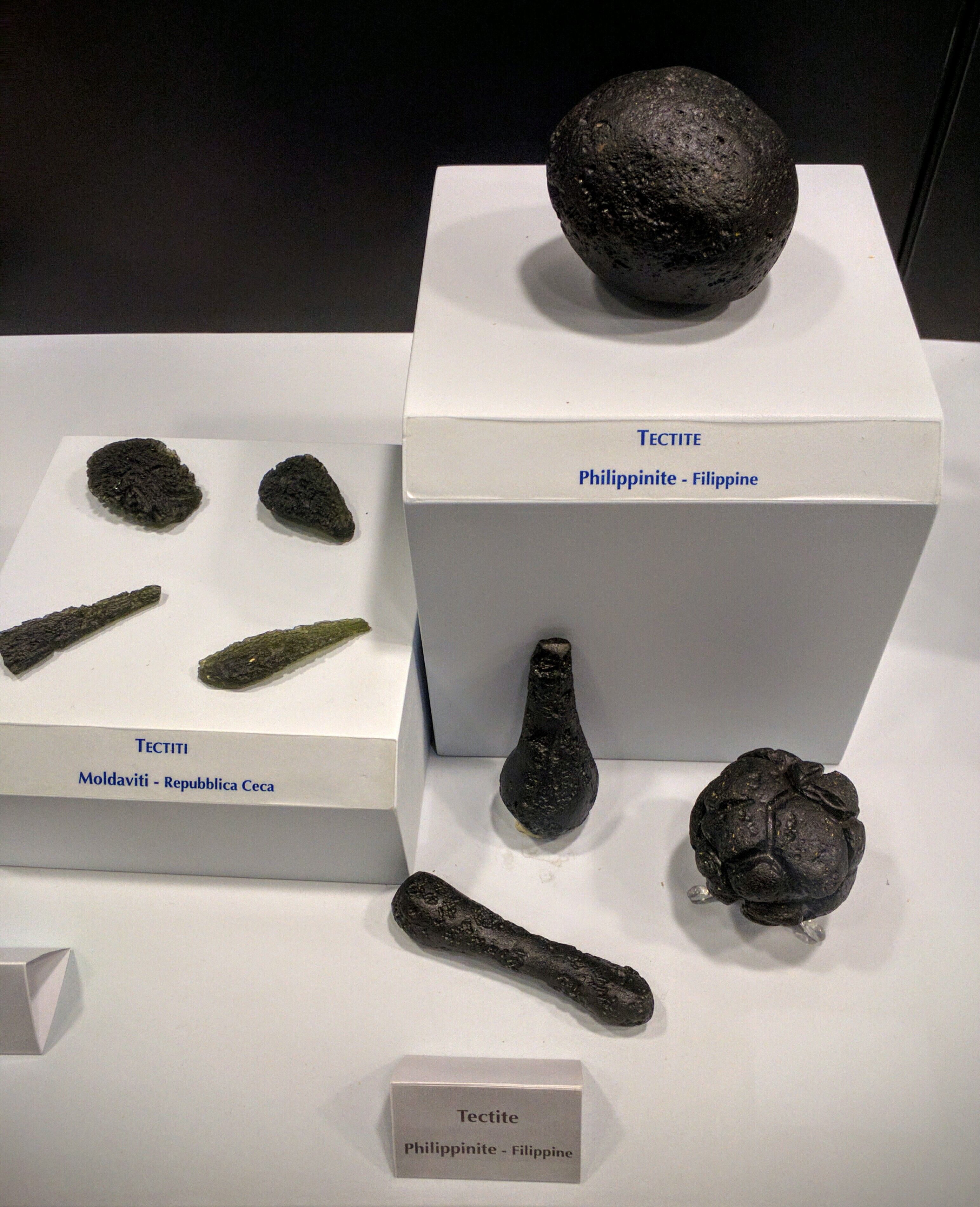
Alcuni esemplari di Tectiti

 e circa 4100 minerali. Di particolare interesse scientifico alcuni reperti originati sulla Luna e su Marte e caduti sulla Terra, e la meteorite metallica di Nantan, 
la più grande presente in Italia.

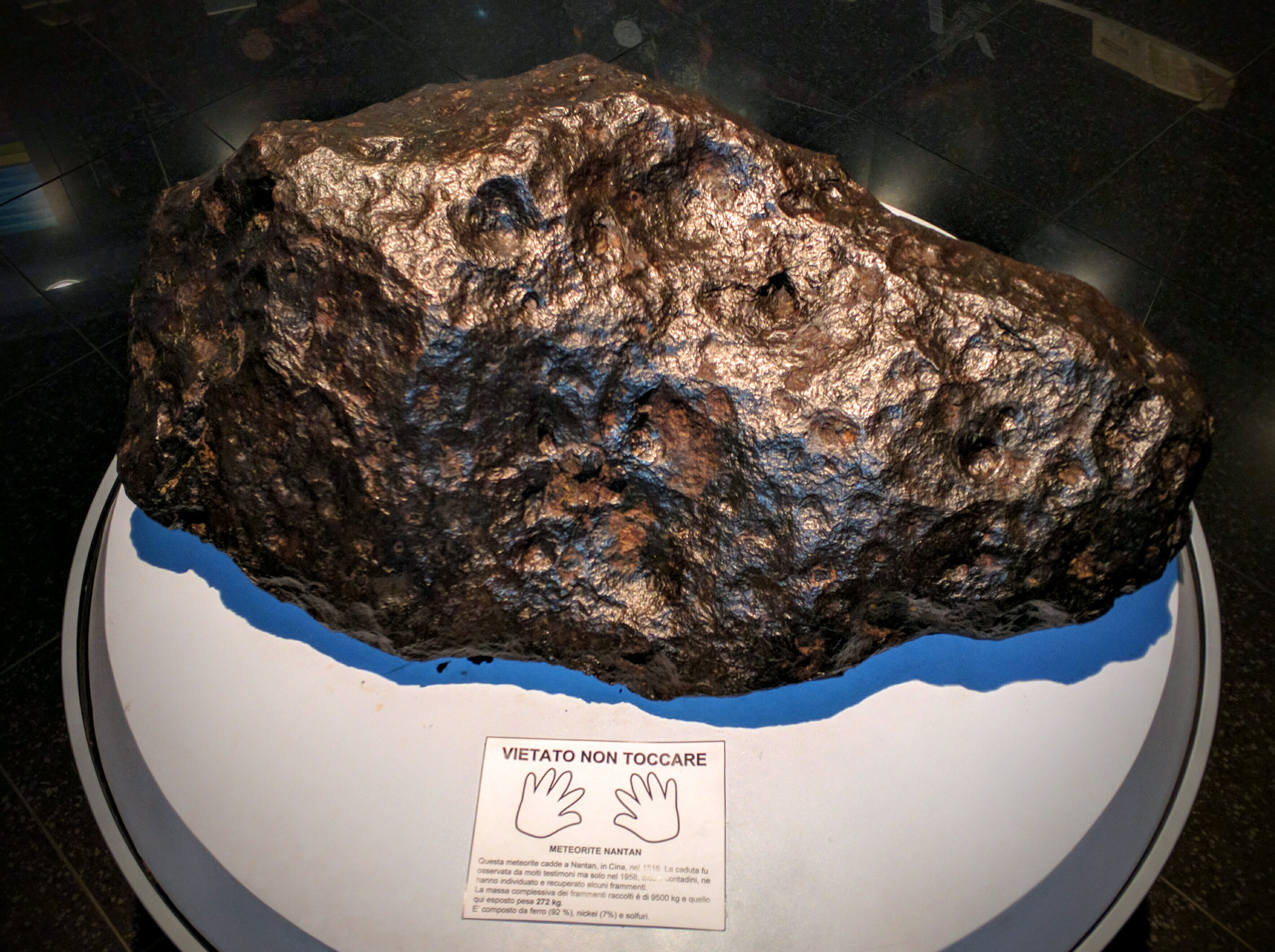
Un frammento della Meteorite di Nantan

Una sezione del museo è dedicata agli studi astronomici di Galileo Galilei, illustrati mediante semplici esperimenti interattivi, e all'esplorazione spaziale, con una ricostruzione virtuale della Stazione spaziale internazionale.